# فرناند آلبانی
فرناند آلبانی (فرانسوی: Fernande Albany‎; ۲۲ دسامبر ۱۸۸۹ – ۲۵ نوامبر ۱۹۶۶) هنرپیشه سینما و تئاتر اهل فرانسه بود. فرناند در بسیاری از فیلم‌های ژرژ ملی‌یس نقش‌آفرینی کرده‌است.